# Меламуд Олександр Леонідович
Олександр Леонідович Меламуд (нар. 4 січня 1961 року, Кишинів) — російський бізнесмен, якій проводить також бізнес і в Україні. Співвласник ТРЦ «Dream Town», ФЦ «Акваріум», мережі ресторанів «Шахерезада», колишній власник «Альфа-Нафта», ТВК «Глобус» та мережі магазинів «Lee Cooper Jeans». Входить в список 100 найбагатших людей України. Разом з партнерами є найбільшим власником нерухомості у Києві, заробляючи, за версією журналу Forbes, близько $45 млн. на рік (2012). . Поет, автор кількох поетичних збірок, блогер.

## Біографія
Олександр Леонідович Меламуд народився 4 січня 1961 року в Кишиневі. У 1984 році закінчив Московський залізничний інститут. До 1987 року працював на Московсько-Курській ділянці залізниці. З 1987 року почав займатися бізнесом - створив з колегами малу швейну майстерню з пошиття теплих спортивних штанів. Розповідаючи про ті часи на майстер-класі для київських бізнесменів-початківців Олександр Меламуд, згадує їх зі сльозами ностальгії: «Коли в 1986-му році був прийнятий закон про підприємництво, конкуренції ще фактично не було. Ринок на той момент був абсолютно порожній, цілина: куди не ткнути палицю — з неї тут же виростало грошове дерево з плодами у вигляді золотих монет. Імовірність втрати грошей наближалася до нуля».
З 1995 року займається бізнесом в Україні. 
Включивши його в 2014 році у список «100 найзаможніших людей України '2013», журнал «Фокус» оцінив розмір його — так саме, як і його партнера Гарика Корогодського — статків у суму $84 млн. Як повідомило тоді ж видання, до цього часу обидва бізнесмени були підданими Росії та Ізраїлю, однак вже подали документи на отримання українського громадянства.
Створив Антрепризний театр Олександра Меламуда, який сам фінансує. Режисером спектаклю за п'єсою "Дракон" Євгена Шварца став Володимир Горянський.
Живе в Києві, а сім'я живе в Москві.

## Погляди
Олександр Меламуд вважає учасників Революції гідності "мавпочками з Майдану".
Щодо театру: «Стаціонарний театр — це добре, але я колись на Місяць ще хотів злітати. Правда, Місяць відпав в півфіналі».

## Родина
Одружений вже близько 40 років, з дружиною разом зі студентства. Має четверо дітей та двох онуків. Старша дочка працює лікаркою в галузі психіатрії, середня дочка — режисерка мультфільмів. Син — студент, а молодша донька — школярка.

## Скандали
В 2011 році на 50-річний ювілей бізнесмена його партнер, мільйонер-фрік Гарі Корогодський, відомий любитель театру, гумору та арт-хаусного кіно, подарував Меламуду непристойний, фріковатий-стьобний і відверто ніжепоясной відеокліп. Допоміг йому в розробці ідеї цього кліпу-плювка суспільному смаку відомий український медійник Андрій Урумов. Персонажі кліпу, поводяться вельми розкуто - лаються матом, безперервно виробляють непристойні жести і рухи тіла, знімають труси і «грають в гумові ляльки». і крутять хулахуп на причинному місці. Ролі в кліпі «Lady Gaga пародія Mood Romance», окрім власно Олександра Меламуда та Гаріка Корогодського, виконали київські бізнесмени-мільйонери Михайло Шпільман, Єфим Гологорський, Олександр Городецький, Марк Шапіро, Дмитро Сандлер, Роман Гологорський, Михайло Голубицький, Олександр Кац, Роман Бліндер, Олена Воровська.
У квітні 2020 року вибурхнув новий скандал, який спричинила публікація О.Меламуда щодо ліквідації пожежі під Києвом. Зокрема бізнесмен порекомендував діючій владі "імпотентів" звернутися за допомогою до Росії, у якої "є відмінна пожежна авіація".